# Галилей (Луна)
Вижте пояснителната страница за други значения на Галилей.
Галилей е ударен кратер на Луната, разположен в западната част на Океана на бурите. Той е сравнително слабо различим, с остър ръб, който има по-високо албедо от околните области. Външните стени се спускат до пръстен от отломки по външния край на дъното, а в средата има леко повишение. Кратерът е наречен на италианския учен Галилео Галилей (1564-1642), който прави първите наблюдения на Луната с телескоп.